# Johann Jacob Reichard
Johann Jacob Reichard (ur. 7 sierpnia 1743 we Franfurcie nad Menem, zm. 21 stycznia 1782 tamże) – niemiecki botanik i mykolog.
Wykształcenie podstawowe otrzymał w szkole w rodzinnym mieście, w 1764 wstąpił na Uniwersytet w Getyndze, gdzie studiował filozofię, biologię, a następnie medycynę. Tutaj był pod wpływem profesora J.A. Murraya, często towarzyszył mu podczas podróży geologicznych i botanicznych. W kwietniu 1768 roku Reinchard otrzymał tytuł doktora medycyny i rozpoczął pracę jako lekarz we Frankfurcie nad Menem. W 1773 roku został opiekunem biblioteki i ogrodu botanicznego Towarzystwa Senckenberga. Od 1779 pracował w szpitalu miejskim.
Jego największym dziełem jest książka Flora Moeno-Francofurtana, w której opisał nie tylko wszystkie rośliny tego regionu, ale także grzyby. W 1777 r. Reichard przygotował siódme wydanie księgi K. Linneusza pt. Genera plantarum. Zawarł w nim nie tylko tekst Linneusza, ale także kilka własnych opisów botanicznych. Wyniki swoich badań botanicznych publikował w różnych czasopismach naukowych i towarzyskich. Jego ostatnią pracą była lista roślin w Ogrodzie Botanicznym Senckenberg.
Zielnik Johanna Jakoba Reichardta został podarowany Towarzystwu Senckenberga i jest obecnie przechowywany w Instytucie Senckenberga i Muzeum Przyrodniczym we Frankfurcie.
Przy nazwach naukowych utworzonych przez niego taksonów standardowo dodawane jest jego nazwisko Reichard (zobacz: lista skrótów nazwisk botaników i mykologów).